# Roberto Merhi
Roberto Merhi Muntan, španski dirkač, * 22. marec 1991, Castellón, Španija.
Merhi je leta 2011 osvojil prvenstvo evropske Formule 3 z enajstimi zmagami, leta 2014 je bil četrti v prvenstvu World Series by Renault s tremi zmagami. V sezoni 2015 je debitiral v Svetovnem prvenstvu Formule 1 s Marusso. Osvojil je devetnajsto mesto v dirkaškem prvenstvu brez osvojenih točk in z najboljšo uvrstitvijo na dvanajsto mesto na dirki za Veliko nagrado Velike Britanije. 

## Rezultati Formule 1
(legenda) (odebeljene dirke pomenijo najboljši štartni položaj, poševne pa najhitrejši krog, †-uvrščen kljub odstopu)
| Leto | Moštvo                 | Šasija         | Motor                           | 1       | 2      | 3      | 4      | 5      | 6      | 7       | 8      | 9     | 10     | 11     | 12     | 13     | 14  | 15     | 16     | 17  | 18  | 19     | Prv | Toč |
| ---- | ---------------------- | -------------- | ------------------------------- | ------- | ------ | ------ | ------ | ------ | ------ | ------- | ------ | ----- | ------ | ------ | ------ | ------ | --- | ------ | ------ | --- | --- | ------ | --- | --- |
| 2014 | Caterham F1 Team       | Caterham CT05  | Renault Energy F1-2014 1.6 V6 t | AVS     | MAL    | BAH    | KIT    | ŠPA    | MON    | KAN     | AVT    | VB    | NEM    | MAD    | BEL    | ITA TD | SIN | JAP TD | RUS TD | ZDA | BRA | ABU    | –   | –   |
| 2015 | Manor Marussia F1 Team | Marussia MR03B | Ferrari 059/3 1.6 V6 t          | AVS DNP | MAL 15 | KIT 16 | BAH 17 | ŠPA 18 | MON 16 | KAN Ret | AVT 14 | VB 12 | MAD 15 | BEL 15 | ITA 16 | SIN    | JAP | RUS 13 | ZDA    | MEH | BRA | ABU 19 | 19. | 0   |